# طرخشقون جرماني
طرخشقون جرماني (الاسم العلمي:Taraxacum germanicum) هو نوع من النباتات يتبع جنس الطرخشقون من الفصيلة النجمية.